# Auger de Balben
Auger de Balben (parfois nommé Otteger de Balben ou Auger de Barben). Il est officiellement le troisième supérieur de L'Hospital de l'ordre de Saint-Jean de Jérusalem de 1158 ou 1160 à 1162 ou 1163,.

## Biographie
Auger de Balben serait un gentilhomme que Eugène Harot dit être né en Dauphiné à Risoul, et ce,  malgré l'absence de trace dans les armoriaux dauphinois. Ancien compagnon d'armes de Raymond du Puy auquel il succéda, il l’accompagne en 1157 à Saint-Gilles et, en 1158, en Forez.
En 1160, Auger de Balben aurait participé au synode de Nazareth et se serait prononcé pour le pape Alexandre III contre l'anti-pape Victor IV
La date d'accès au magistère d'Auger de Balben est tout aussi incertaine. Le premier document qui nous soit parvenu et venant d'Auger de Balben date du 29 novembre 1160 et le dernier acte connu de son prédécesseur date du 25 novembre 1158. Son magistère fut de courte durée, la dernière mention est du 11 mars 1162.

### Articles annexes
- Liste des grands maîtres de l'ordre de Saint-Jean de Jérusalem
- Ordre de Saint-Jean de Jérusalem
- Ordre de Saint-Jean de Jérusalem en Terre sainte